# Bouchons Amarant
|  | Dieser Artikel wurde aufgrund von formalen oder inhaltlichen Mängeln in der Qualitätssicherung Biologie im Abschnitt „Eingang“ zur Verbesserung eingetragen. Dies geschieht, um die Qualität der Biologie-Artikel auf ein akzeptables Niveau zu bringen. Bitte hilf mit, diesen Artikel zu verbessern! Artikel, die nicht signifikant verbessert werden, können gegebenenfalls gelöscht werden. Lies dazu auch die näheren Informationen in den Mindestanforderungen an Biologie-Artikel. Begründung: WP:Wikifizieren: Sackgassenartikel, Kategorien fehlen -- MerlBot 21:18, 17. Aug. 2014 (CEST) |

Bouchons Amarant (Amaranthus bouchonii) ist eine Pflanzenart aus der Gattung Amarant (Amaranthus) innerhalb der Familie der Fuchsschwanzgewächse (Amaranthaceae).

## Beschreibung
Bouchons Amarant wächst als selbstständig aufrechte, einjährige krautige Pflanze, die Wuchshöhen von selten 10 bis, meist 20 bis 150 Zentimetern erreicht. Alle Laubblätter sind meist nur bis zu 6 Zentimeter lang.
Die Blütezeit reicht von Juni bis September. Der dichte Blütenstand ist oft rot überlaufen. Das Vorblatt ist pfriemlich-lanzettlich und lang begrannt. Die Blütenzipfel sind ungleich lang, die inneren sind kürzer als die Frucht.
Die Nussfrucht ist länger als die Blütenhüllblätter. Die Fruchthülle reißt nicht quer auf.
Die Chromosomenzahl beträgt 2n = 32.

## Vorkommen
Das ursprüngliche Verbreitungsgebiet von Bouchons Amarant ist unbekannt. Er wurde in Europa 1925 entdeckt und hat sich dort seither ausgebreitet.